# Internationale Organisation für das gesetzliche Messwesen
Die Internationale Organisation für das gesetzliche Messwesen (fr. Organisation Internationale de Métrologie Légale (OIML)) ist eine am 12. Oktober 1955 in Paris gegründete Internationale Organisation zur Regelung der messtechnischen Belange im gesetzlichen Eichwesen.
Die Organisation gibt Empfehlungen u. a. in Bezug auf Wägetechnik heraus, die in vielen Ländern anerkannt werden und auch in nationale Normen einfließen.